# Max Irons
Maximilian Paul Diarmuid Irons (Camden, 17 oktober, 1985) is een Engelse acteur en model. Hij is de zoon van acteur Jeremy Irons en actrice Sinéad Cusack. Max Irons is onder andere bekend door zijn rol als Henry Lazar in Red Riding Hood.

## Filmografie
| Jaar | Titel           | Rol                      | Notities                                 |
| ---- | --------------- | ------------------------ | ---------------------------------------- |
| 2004 | Being Julia     | Curtain Call Boy         |                                          |
| 2009 | Dorian Gray     | Lucius                   |                                          |
| 2009 | Unrequited Love | Tom                      | korte film                               |
| 2009 | The Runaway     | Tommy                    | televisieserie (drie afleveringen)       |
| 2011 | Red Riding Hood | Henry                    |                                          |
| 2013 | The Host        | Jared Howe               |                                          |
| 2013 | The White Queen | Eduard IV                | televisieserie (negen afleveringen)      |
| 2014 | The Riot Club   | Miles Richards           | hoofdrol                                 |
| 2014 | Woman in Gold   | Fredrick "Fritz" Altmann |                                          |
| 2016 | Tutankhamun     | Howard Carter            | hoofdrol / miniserie (vier afleveringen) |
| 2017 | Bitter Harvest  | Yuri                     | hoofdrol                                 |
| 2018 | Terminal        |                          |                                          |

- Bibsys: 15046126
- Biblioteca Nacional de España: XX5329839
- Bibliothèque nationale de France: cb16733938q (data)
- Gemeinsame Normdatei: 1069411922
- International Standard Name Identifier: 0000 0001 2076 5789
- Library of Congress Control Number: no2011091676
- Nationale Bibliotheek van Tsjechië: xx0243087
- Nationale Bibliotheek van Israël: 987007327852105171
- Nederlandse Thesaurus van Auteursnamen: 391145657
- Système universitaire de documentation: 172303850
- Virtual International Authority File: 171814923
- WorldCat: E39PBJhRDpdrWjPrYQtPFYYdcP